# Sefapanosaurus
Sefapanosaurus – wymarły rodzaj dinozaura, zauropodomorfa z Afryki.
Skamieniałości nieznanego zwierzęcia znaleziono w Południowej Afryce. Spoczywała w skałach formacji Elliot datowanej na przełom triasu późnego i jury wczesnej. Znalezione kości należały do przynajmniej czterech osobników. Znalezisko obejmowało kręgi wszystkich czterech odcinków kręgosłupa, pozostałości prawie całej kończyny przedniej oraz części tylnej. Budowa kości skokowej wykazywała cechy wcześniej niespotykane. W rezultacie Alejandro Otero, Emil Krupandan, Diego Pol, Anusuya Chinsamy, Jonah Choiniere opisali w 2015 w Zoological Journal of the Linnean Society nowy rodzaj dinozaura, który nazwali Sefapanosaurus. Pierwszy człon nazwy rodzajowej sefapano wywodzi się z języka sesotho (południowy język sotho), w którym oznacza krzyż. Odwołuje się on do krzyżowatego T-kształtnego wyrostka wstępującego kości skokowej. Drugi człon saurus wywodzi się z greki i oznacza jaszczura. W rodzaju umieścili pojedynczy gatunek, który nazwali Sefapanosaurus zastronensis. Epitet gatunkowy odwołuje się do miejsca znalezienia szczątków (Zastron). Holotyp to BP/1/386. Obejmuje niekompletne kości stopy lewej. Budowa kości wskazywała, że zwierzę należy do dinozaurów z grupy zauropodomorfów, będąc ich średniej wielkości przedstawicielem. Klad ten obejmuje wszystkie taksony bliższe saltazaurowi niż wróblowi bądź triceratopsowi. Celem wskazania miejsca zajmowanego przez nowy takson na drzewie rodowym zauropodomorfów badacze przeprowadzili analizę filogenetyczną, bazując na macierzy danych wykorzystanej już wcześniej przez część autorów. Dodali jednak do niej więcej cech i nowych taksonów, w efekcie uwzględniając 370 cech 56 taksonów. Zwierzę okazało się należeć do zauropodomorfów bliższych zauropodom niż masospondylowi. Oznacza to przynależność Sefapanosaurus zastronensis do Sauropodiformes, definiowanych jako klad łączący wszystkich potomków ostatniego wspólnego przodka saltazaura i muszaura.